# Franz von Pitha
Franz von Pitha (eller František Piťha, født 8. februar 1810 i Rakom ved Klatovy i Bøhmen, død 29. december 1875 i Wien) var en østrigsk kirurg.
Pitha blev 1843 professor i kirurgi i Prag og 1857 i Wien. Han opsatte 1844 Prager Vierteljahrsschrift für praktische Heilkunde og redigerede sammen med Theodor Billroth samlingsværket Handbuch der allgemeinen und speciellen Chirurgie (1865 ff.).

## Literatur
- Ernst Gurlt: Pitha, Franz Freiherr von i Allgemeine Deutsche Biographie (ADB) (ses på  tysk Wikisource)
- Pagel-1901: Biographisches Lexikon hervorragender Ärzte Arkiveret 11. maj 2018 hos  Wayback Machine